# Grasmere
Grasmere es una población del Reino Unido en el Distrito de los Lagos.
La población es un destino turístico dentro del Distrito de los Lagos. Toma su nombre del lago adyacente y está asociada con los Poetas de los Lagos. William Wordsworth vivió en Grasmere durante catorce años.
Hasta 1974, Grasmere pertenecía al antiguo condado de Westmorland, pero posteriormente pasó a formar parte de Cumbria.